# Adeline Elisabeth Rohn
Adeline Elisabeth Rohn (* 3. März 1868 in Willmars; † 10. April 1945 in Wieseth) war eine deutsche Schriftstellerin, die vor allem in Franken wirkte. 

## Leben
Adeline Elisabeth Rohn wurde am 3. März 1868 in Willmars geboren, das damals Teil des Königreichs Bayern war. Sie war das zweitgeborene Kind und hatte insgesamt vier Geschwister. Der Vater war im Dorf als evangelisch-lutherischer Pfarrer tätig. Aufgrund des Postens zog die Familie immer wieder um. Bereits im Jahr 1875 gelangte die junge Adeline Elisabeth deshalb nach Gnodstadt, das heute ein Teil der Stadt Marktbreit ist. Rohn besuchte die Schule in Neuendettelsau und schloss ihre Ausbildung nach wenigen Jahren ab. Anschließend war sie im elterlichen Haushalt tätig, wobei die meisten Werke ab 1896 entstanden. Damals war die Familie nach Dornhausen bei Gunzenhausen gezogen und Rohn fand mehr Zeit für das Verfassen von Texten.
Im Jahr 1913 zog die Familie nach Gunzenhausen. In der Stadt entstanden die meisten ihrer Romane, die oftmals einen lokalen Bezug aufweisen. Obwohl Rohn ihr Leben lang im Elternhaus lebte, gelang es ihr immer wieder auch mit Vorträgen in Bayern auf sich aufmerksam zu machen. So hielt sie mehrere Vorträge für den Deutschen Evangelischen Frauenbund. Außerdem trat sie über Briefe mit anderen Autoren in Kontakt. So ist sie als Korrespondenzpartnerin des Würzburger Dichters Max Dauthendey nachgewiesen. Adeline Elisabeth Rohn floh in den letzten Kriegstagen auf Drängen ihrer Familie aus dem von Luftangriffen bedrohten Gunzenhausen in das ländliche Wieseth bei Ansbach. Dort starb sie am 10. April 1945 nach bereits langer Krankheit. Aufgrund der Kriegsereignisse konnte sie erst 1946 im Familiengrab in Gunzenhausen beigesetzt werden. Die Stadt Gunzenhausen benannte die Elisabeth-Rohn-Straße nahe des Friedhofs nach der Schriftstellerin.

## Werke (Auswahl)
- Aus stillen Tagen. J. P. Peter, Rothenburg ob der Tauber 1903.
- Stille Geschichten. E. Pfister, Nürnberg 1905.
- Suchen und Finden. o. O. 1909.
- Frau Wolfahrts Enkeltochter. Weihnachtsspiel. o. O. 1911.
- Aus der Heimat kommt der Schein. Fränkische Erzählungen aus der Vergangenheit. Verlag „Die Aue“, Wernigerode 1927.
- Rosen im Glas. Gedichte. Verlag „Die Aue“, Wernigerode o. J.